# Viana do Castelo
Viana do Castelo – miejscowość w Portugalii, leżąca w dystrykcie Viana do Castelo, w regionie Północ w podregionie Minho-Lima. Miejscowość jest siedzibą gminy o tej samej nazwie.

## Demografia
| Liczba ludności gminy Viana do Castelo (1801–2011) | Liczba ludności gminy Viana do Castelo (1801–2011) | Liczba ludności gminy Viana do Castelo (1801–2011) | Liczba ludności gminy Viana do Castelo (1801–2011) | Liczba ludności gminy Viana do Castelo (1801–2011) | Liczba ludności gminy Viana do Castelo (1801–2011) | Liczba ludności gminy Viana do Castelo (1801–2011) | Liczba ludności gminy Viana do Castelo (1801–2011) | Liczba ludności gminy Viana do Castelo (1801–2011) | Liczba ludności gminy Viana do Castelo (1801–2011) |
| -------------------------------------------------- | -------------------------------------------------- | -------------------------------------------------- | -------------------------------------------------- | -------------------------------------------------- | -------------------------------------------------- | -------------------------------------------------- | -------------------------------------------------- | -------------------------------------------------- | -------------------------------------------------- |
| 1801                                               | 1849                                               | 1900                                               | 1930                                               | 1960                                               | 1981                                               | 1991                                               | 2001                                               | 2004                                               | 2011                                               |
| 17 889                                             | 36 084                                             | 47 311                                             | 53 380                                             | 75 320                                             | 81 009                                             | 83 095                                             | 88 631                                             | 90 654                                             | 88 725                                             |

## Sołectwa
Sołectwa gminy Viana do Castelo (ludność wg stanu na 2011 r.)
- Afife – 1632 osoby
- Alvarães – 2623 osoby
- Amonde – 293 osoby
- Anha – 2415 osób
- Areosa – 4853 osoby
- Barroselas – 3927 osób
- Cardielos – 1309 osób
- Carreço – 1759 osób
- Carvoeiro – 1104 osoby
- Castelo do Neiva – 2930 osób
- Chafé – 2841 osób
- Darque – 7817 osób
- Deão – 951 osób
- Deocriste – 776 osób
- Freixieiro de Soutelo – 511 osób
- Lanheses – 1645 osób
- Mazarefes – 1343 osoby
- Meadela – 9782 osoby
- Meixedo – 467 osób
- Monserrate – 4948 osób
- Montaria – 549 osób
- Moreira de Geraz do Lima – 597 osób
- Mujães – 1550 osób
- Neiva – 1225 osób
- Nogueira – 916 osób
- Outeiro – 1234 osoby
- Perre – 2956 osób
- Portela Susã – 597 osób
- Santa Marta de Portuzelo – 3805 osób
- Santa Leocádia de Geraz do Lima – 916 osób
- Santa Maria de Geraz do Lima – 875 osób
- Santa Maria Maior – 10 645 osób
- Serreleis – 1003 osoby
- Subportela – 1179 osób
- Torre – 615 osób
- Vila de Punhe – 2273 osoby
- Vila Franca – 1757 osób
- Vila Fria – 1327 osób
- Vila Mou – 566 osób
- Vilar de Murteda – 214 osób

## Współpraca
- Portugal Cove-St. Philip's, Kanada
- Aveiro, Portugalia
- Riom, Francja